# Marea sfidare
Marea sfidare, cu titlul de lucru Vâltoarea, este un film istoric românesc din 1990 regizat de Manole Marcus. Rolurile principale au fost interpretate de actorii Florin Zamfirescu, Maia Morgenstern și Victoria Cociaș.

## Rezumat
Polonia este invadată de Germania nazistă și încredințează spre păstrare tezaurul național României. În septembrie 1939, Guvernul Român și-a asumat astfel un risc enorm.

## Distribuție
- Florin Zamfirescu — Ștefan Rotaru, reporter progresist cu vederi de stânga, vorbitor de limba poloneză, trimisul special al ziarului Prezentul[2]
- Maia Morgenstern — Barbara Jaworska, fostă corespondentă de presă a ziarului Courier Polski din Varșovia la București, refugiată poloneză
- Victoria Cociaș — Brigitte von Keller, corespondenta ziarului german Unsere Zeitung, absolventă a cursurilor de romanistică de la Universitatea din Heidelberg (menționată Victoria Cociaș-Șerban)
- Victor Rebengiuc — subsecretarul de stat care coordonează acțiunea de transport a tezaurului polonez pe teritoriul României
- Valeriu Paraschiv — Maxoda, unul dintre conducătorii Legiunii
- Ștefan Sileanu — Topoloveanu, directorul ziarului independent Prezentul
- Eusebiu Ștefănescu — Gustav („Gusti”), legionarul român care a primit misiunea să o protejeze pe Brigitte von Keller
- Traian Stănescu — comisarul Vlad de la Siguranța Statului care supraveghează transportul tezaurului polonez
- Wacław Ulewicz — Tadeusz Zaremba, delegatul Băncii Poloniei care însoțește transportul tezaurului polonez (menționat Watzack Ulewici)
- Corneliu Revent — Predescu, trezorierul Băncii Naționale a României
- Valentin Uritescu — Virgil Ionescu, zidarul care a astupat nișa secretă în care a fost ascuns tezaurul polonez
- Doru Ana — Grigore Ursu, mecanicul de locomotivă care transportă corespondența de presă la București
- Maria Rotaru — Alicija Mihalska, refugiata poloneză care și-a pierdut fetița (Danuta)
- Gheorghe Tomescu — impiegatul de mișcare care ține legătura cu Grigore Ursu
- Rudi Rosenfeld — profesorul Isac Stepanski, refugiat polonez (menționat Rudi Rozenfeld)
- Luminița Gheorghiu — soția lui Virgil Ionescu
- Avram Birău
- Matei Gheorghiu — profesorul Ruzevici, custodele Muzeului Wavel
- Ion Pavlescu — succesorul subsecretarului de stat, numit după 23 august 1944
- Nicolae Praida — bărbatul care o anunță pe Barbara Jaworska de dispariția lui Rotaru
- Mircea Jida — corespondent de presă
- Constantin Drăgănescu — corespondent de presă
- Mircea Stoian — Iordănescu, secretarul general de redacție al ziarului Prezentul
- Leony Eliad
- Violeta Berbiuc
- Dumitru Nicolescu
- Marius Ionescu
- Paul Chiribuță
- Aurelian Manolescu
- Constantin Bîrliba
- Vasile Popa — ceferistul care a găsit-o pe fetița Danuta
- Nicolae Dide
- Vasile Pupezea
- Vasile Marcel
- Alexandru Racoviceanu
- Dinu Cezar
- Gheorghe Ghinea
- Ion Popa
- Constantin Rășchitor
- Ion Chelaru — refugiat polonez
- Cicerone Ionescu
- Petre Moraru — legionar
- Constantin Constantinescu
- Ion Arcudeanu
- George Oprea

## Recepție
Premiera filmului a avut loc la 31 august 1990 în România. Filmul Marea sfidare a fost vizionat de 48.135 de spectatori la cinematografele din România, după cum atestă o situație a numărului de spectatori înregistrat de filmele românești de la data premierei și până la data de 31.12.2006 alcătuită de Centrul Național al Cinematografiei.

## Vezi și
- Trenul de aur, film cu un scenariu similar
- Listă de filme românești despre cel de-al Doilea Război Mondial
- Evacuarea Tezaurului național polonez în timpul celui de-al doilea Război Mondial